# Aeropuerto Internacional de Keflavík

Mapa del Aeropuerto

El Aeropuerto Internacional de Keflavík (en islandés: Keflavíkurflugvöllur) (IATA: KEF, OACI: BIKF), también conocido como Aeropuerto Internacional de Reikiavik-Keflavík es el aeropuerto más grande de Islandia y el principal hub para transporte internacional del país.
Está situado en la península de Reykjanes, próximo a la ciudad de Keflavík y a unos 50 kilómetros al sur de la capital islandesa, Reikiavik. El aeropuerto cuenta con tres pistas de aterrizaje, de las cuales dos están en uso, una de 3065 metros y la otra de 3054 metros, ambas con un ancho de 60 metros y tiene un área de 25 km².
El aeropuerto es operado por la empresa pública Isavia y sirve como centro de conexiones principal para la aerolínea bandera Icelandair. Normalmente, el aeropuerto está dedicado a realizar vuelos internacionales únicamente. La posición geográfica de Islandia en el medio del océano Atlántico norte permite a las aerolíneas realizar vuelos transatlánticos entre Norteamérica y Europa con una sola parada en el aeropuerto. En verano, el aeropuerto ofrece vuelos nacionales programados a Akureyri, ciudad al norte de Islandia. Los demás vuelos de cabotaje dentro de Islandia se realizan desde el Aeropuerto de Reikiavik.

## Aerolíneas y destinos

### Pasajeros
| Aerolíneas            | Destinos |
| --------------------- | --- |
| Air Canada            | Estacional: Montreal–Trudeau, Toronto–Pearson |
| Air Greenland         | Nuuk Estacional: Billund |
| airBaltic             | Riga, Tallin |
| Atlantic Airways      | Vágar |
| Austrian Airlines     | Estacional: Viena |
| British Airways       | Londres–Heathrow |
| Delta Air Lines       | Estacional: Detroit, Mineápolis/St. Paul, Nueva York–JFK |
| Discover Airlines     | Estacional: Múnich |
| easyJet               | Edimburgo, Londres–Luton, Mánchester, Milán–Malpensa, París–Orly Estacional: Basel/Mulhouse, Birmingham, Brístol, Londres–Gatwick |
| Edelweiss Air         | Zúrich |
| Eurowings             | Estacional: Düsseldorf, Stuttgart |
| Finnair               | Helsinki |
| Iberia Express        | Estacional: Madrid |
| Icelandair            | Alicante, Ámsterdam, Baltimore, Barcelona, Berlín, Boston, Bruselas, Chicago–O'Hare, Copenhague, Denver, Dublín, Estocolmo–Arlanda, Fráncfort, Glasgow, Helsinki, Lisboa, Londres–Gatwick, Londres–Heathrow, Mánchester, Mineápolis/St. Paul, Múnich, Newark, Nueva York–JFK, Nuuk, Orlando, Oslo, París–Charles de Gaulle, Praga, Raleigh/Durham, Roma–Fiumicino, Seattle/Tacoma, Tenerife–Sur, Toronto–Pearson, Vancouver, Washington–Dulles, Zúrich Estacional: Bergen, Billund, Detroit, Edimburgo (inicia el 12 de septiembre de 2025), Estambul (inicia el 5 de septiembre de 2025), Ginebra, Gotemburgo, Gran Canaria, Halifax, Hamburgo, Ilulissat, Innsbruck, Kulusuk, Madrid, Málaga (inicia el 6 de septiembre de 2025), Miami (inicia el 26 de octubre de 2025), Milán–Malpensa, Narsarsuaq, Nashville, Niza, Pittsburgh, Portland (OR), Salzburgo, Vágar, Verona |
| Jet2.com              | Estacional: Belfast–International, Birmingham, Brístol, East Midlands, Edimburgo, Glasgow, Leeds/Bradford, Liverpool (inicia el 30 de noviembre de 2025), Londores–Stansted, Mánchester, Newcastle upon Tyne |
| LOT Polish Airlines   | Varsovia–Chopin |
| Lufthansa             | Fráncfort |
| Neos                  | Estacional: Alicante, Málaga, Tenerife–Sur, Verona |
| Norwegian Air Shuttle | Estacional: Oslo |
| Play                  | Agadir (inicia el 19 de diciembre de 2025), Alicante, Ámsterdam (finaliza el 25 de octubre de 2025), Baltimore (finaliza el 24 de octubre de 2025), Barcelona, Berlín, Boston (finaliza el 15 de septiembre de 2025), Copenhague, Dublín (finaliza el 6 de octubre de 2025), Lisboa, Londres–Stansted (finaliza el 31 de octubre de 2025), Madrid, Málaga, Newburgh (finaliza el 1 de septiembre de 2025), París–Charles de Gaulle (finaliza el 25 de octubre de 2025), Tenerife–Sur Estacional: Aalborg, Antalya, Atenas, Billund, Bruselas, Faro, Fuerteventura, Funchal, Ginebra, Gran Canaria, Liverpool (finaliza el 28 de noviembre de 2025), Marrakesh, Oporto, Praga, Split, Varsovia–Chopin, Valencia, Verona, Vilna |
| Scandinavian Airlines | Copenhague, Oslo Estacional: Estocolmo–Arlanda |
| Transavia             | Ámsterdam, París–Orly |
| TUI Airways           | Estacional: Brístol, Londres–Gatwick, Mánchester |
| United Airlines       | Estacional: Chicago–O'Hare, Newark |
| Vueling               | Estacional: Barcelona |
| WestJet               | Estacional: Calgary |
| Wizz Air              | Budapest, Cracovia, Gdańsk, Katowice, Milán–Malpensa, Roma–Fiumicino, Varsovia–Chopin |

### Carga
| Aerolíneas             | Destinos                                    |
| ---------------------- | ------------------------------------------- |
| AirExplore             | Billund                                     |
| Amerijet International | Miami                                       |
| DHL Aviation           | Colonia/Bonn, East Midlands                 |
| Icelandair Cargo       | Boston, Lieja, Los Ángeles, Nueva York-JFK  |
| Silk Way West Airlines | Bakú, Chicago–O'Hare, Ciudad de México-AIFA |

### Destinos internacionales

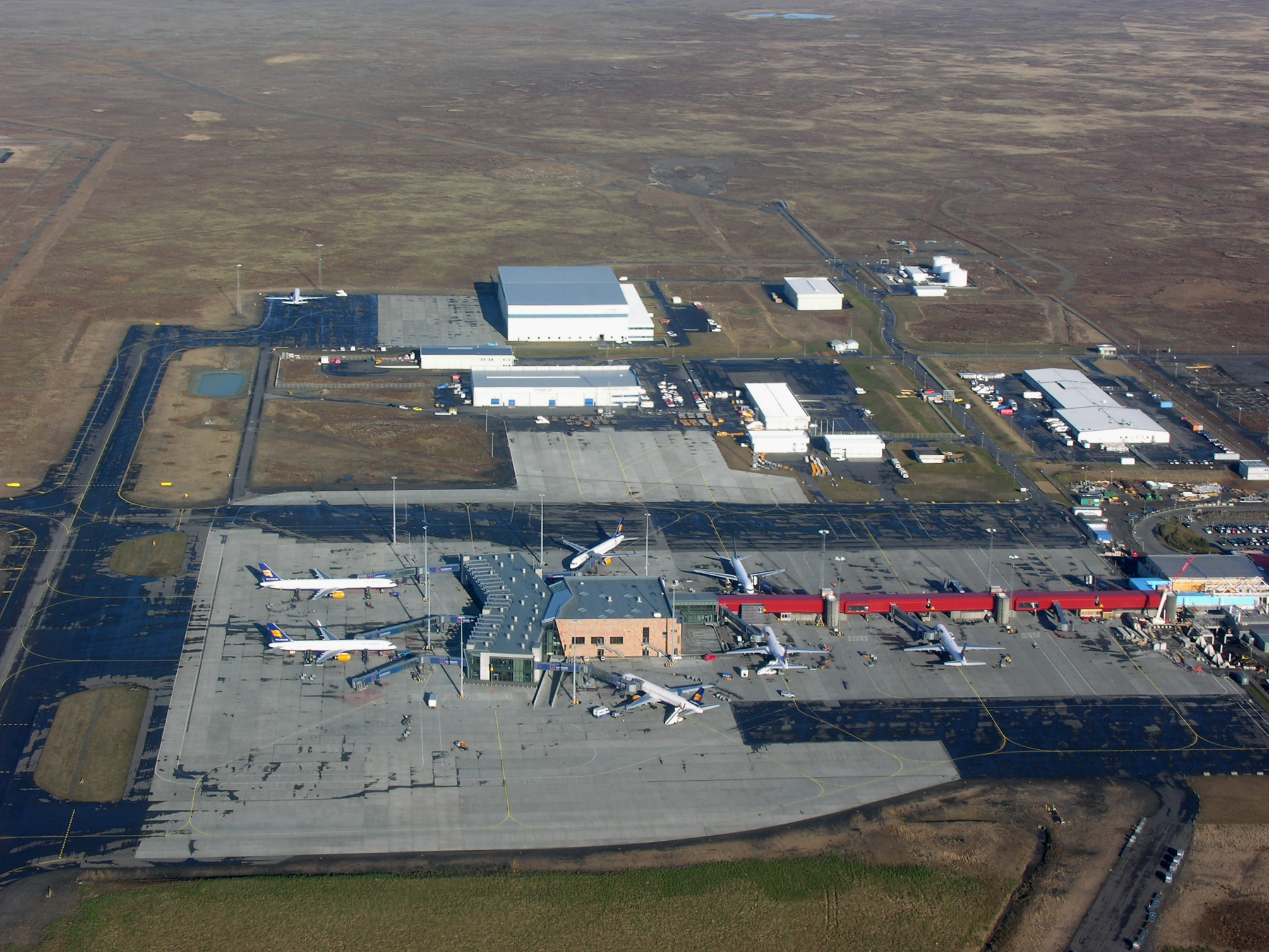
Vista aérea del aeropuerto.

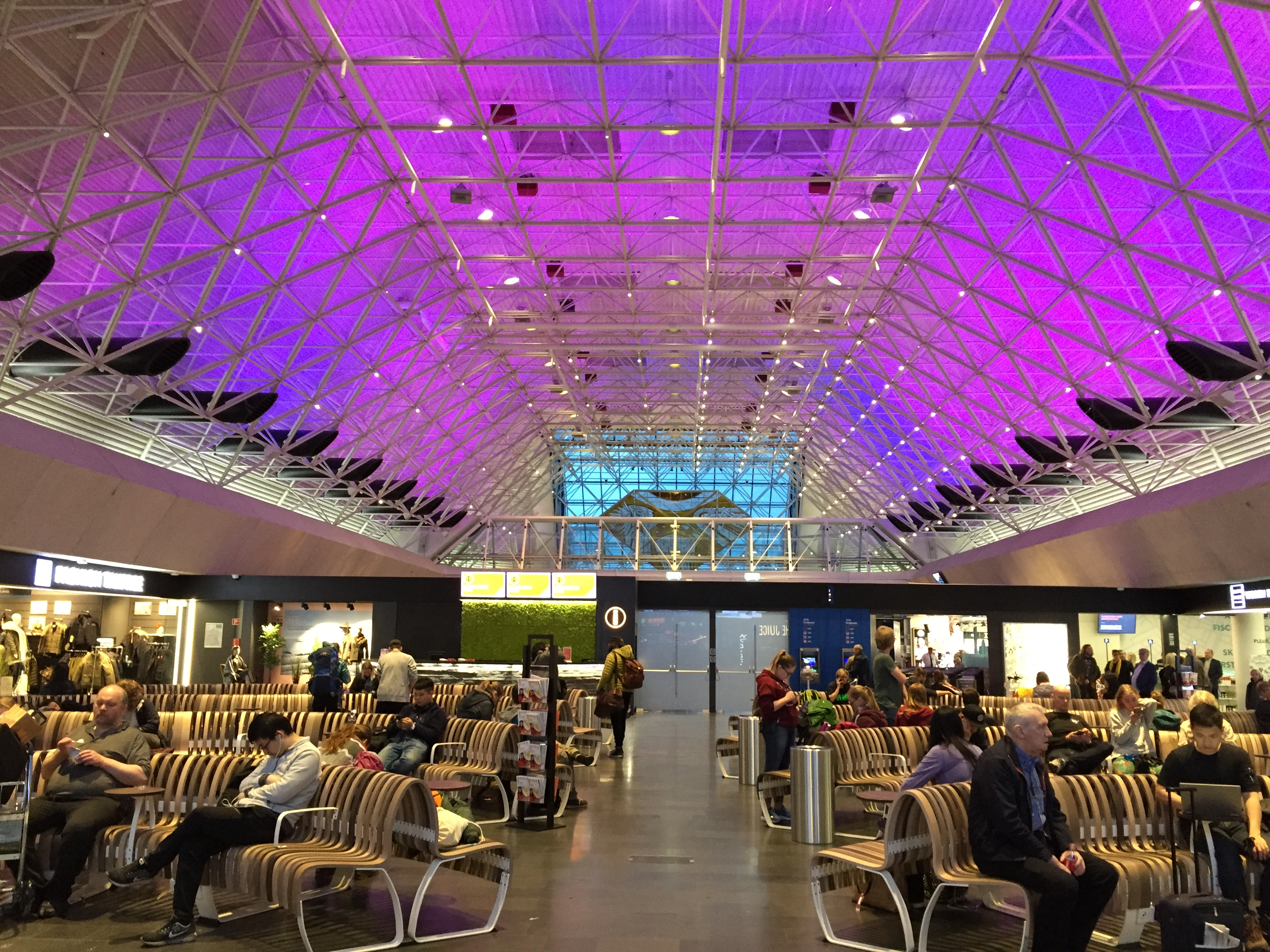
Sala de última espera del aeropuerto.

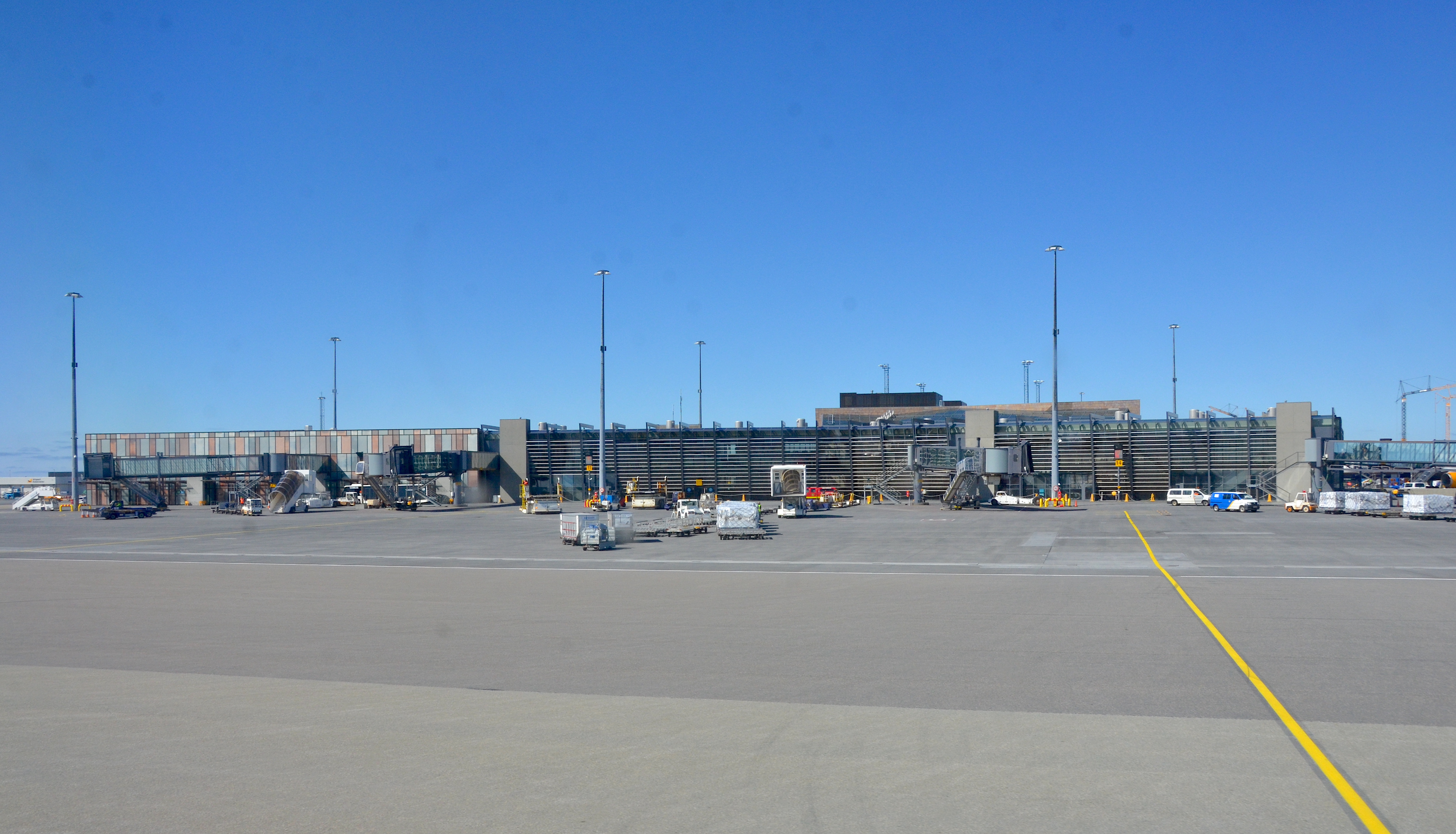
Terminal vista desde la plataforma.

| Canadá                    |                                                        | |
| Halifax                   | Aeropuerto Internacional de Halifax-Stanfield          | Icelandair (Estacional)                                                                                             |
| Calgary                   | Aeropuerto Internacional de Calgary                    | WestJet (Estacional)                                                                                                |
| Montreal                  | Aeropuerto Internacional Pierre Elliott Trudeau        | Air Canada (Estacional)                                                                                             |
| Toronto                   | Aeropuerto Internacional Toronto Pearson               | Air Canada (Estacional) / Icelandair                                                                                |
| Vancouver                 | Aeropuerto Internacional de Vancouver                  | Icelandair |
| Estados Unidos            |                                                        | |
| Baltimore                 | Aeropuerto Internacional de Baltimore-Washington       | Icelandair / Play (finaliza el 24 de octubre de 2025)                                                               |
| Boston                    | Aeropuerto Internacional Logan                         | Icelandair / Play (finaliza el 15 de septiembre de 2025)                                                            |
| Chicago                   | Aeropuerto Internacional O'Hare                        | Icelandair / United Airlines (Estacional)                                                                           |
| Denver                    | Aeropuerto Internacional de Denver                     | Icelandair |
| Detroit                   | Aeropuerto Internacional de Detroit                    | Delta Airlines (Estacional) / Icelandair (Estacional)                                                               |
| Miami                     | Aeropuerto Internacional de Miami                      | Icelandair (Estacional) (inicia el 26 de octubre de 2025)                                                           |
| Mineápolis/Saint Paul     | Aeropuerto Internacional de Mineápolis-Saint Paul      | Delta Air Lines (Estacional) / Icelandair                                                                           |
| Nashville                 | Aeropuerto Internacional de Nashville                  | Icelandair (Estacional)                                                                                             |
| Newark                    | Aeropuerto Internacional Libertad de Newark            | Icelandair / United Airlines (Estacional)                                                                           |
| Newburgh                  | Aeropuerto Internacional Stewart                       | Play (finaliza el 1 de septiembre de 2025)                                                                          |
| Nueva York                | Aeropuerto Internacional John F. Kennedy               | Delta Air Lines (Estacional) / Icelandair                                                                           |
| Orlando                   | Aeropuerto Internacional de Orlando                    | Icelandair |
| Pittsburgh                | Aeropuerto Internacional de Pittsburgh                 | Icelandair (Estacional)                                                                                             |
| Portland                  | Aeropuerto Internacional de Portland                   | Icelandair (Estacional)                                                                                             |
| Raleigh                   | Aeropuerto Internacional de Raleigh-Durham             | Icelandair |
| Seattle                   | Aeropuerto Internacional de Seattle-Tacoma             | Icelandair |
| Washington D. C.          | Aeropuerto Internacional de Washington-Dulles          | Icelandair |
| Groenlandia               |                                                        | |
| Ilulissat                 | Aeropuerto de Ilulissat                                | Icelandair (Estacional)                                                                                             |
| Kulusuk                   | Aeropuerto de Kulusuk                                  | Icelandair (Estacional)                                                                                             |
| Narsarsuaq                | Aeropuerto de Narsarsuaq                               | Icelandair (Estacional)                                                                                             |
| Nuuk                      | Aeropuerto de Nuuk                                     | Air Greenland / Icelandair                                                                                          |
| África                    |                                                        | |
| Marruecos                 |                                                        | |
| Agadir                    | Aeropuerto de Agadir-Al Massira                        | Play (Estacional) (inicia el 19 de diciembre de 2025)                                                               |
| Marrakech                 | Aeropuerto de Marrakech-Menara                         | Play (Estacional)                                                                                                   |
| Europa                    |                                                        | |
| Alemania                  |                                                        | |
| Berlín                    | Aeropuerto de Berlín-Brandeburgo Willy Brandt          | Icelandair / Play                                                                                                   |
| Düsseldorf                | Aeropuerto Internacional de Düsseldorf                 | Eurowings (Estacional)                                                                                              |
| Fráncfort                 | Aeropuerto de Fráncfort del Meno                       | Icelandair / Lufthansa                                                                                              |
| Hamburgo                  | Aeropuerto de Hamburgo                                 | Icelandair (Estacional) / Play (Estacional)                                                                         |
| Múnich                    | Aeropuerto Internacional de Múnich-Franz Josef Strauss | Discover Airlines (Estacional) / Icelandair                                                                         |
| Stuttgart                 | Aeropuerto de Stuttgart                                | Eurowings (Estacional)                                                                                              |
| Austria                   |                                                        | |
| Innsbruck                 | Aeropuerto de Innsbruck                                | Icelandair (Estacional)                                                                                             |
| Salzburgo                 | Aeropuerto de Salzburgo                                | Icelandair (Estacional)                                                                                             |
| Viena                     | Aeropuerto de Viena-Schwechat                          | Austrian Airlines (Estacional)                                                                                      |
| Bélgica                   |                                                        | |
| Bruselas                  | Aeropuerto de Bruselas                                 | Icelandair / Play (Estacional)                                                                                      |
| Croacia                   |                                                        | |
| Split                     | Aeropuerto de Split                                    | Play (Estacional)                                                                                                   |
| Dinamarca                 |                                                        | |
| Aalborg                   | Aeropuerto de Aalborg                                  | Play (Estacional)                                                                                                   |
| Billund                   | Aeropuerto de Billund                                  | Air Greenland (Estacional) / Icelandair (Estacional) / Play (Estacional)                                            |
| Copenhague                | Aeropuerto de Copenhague-Kastrup                       | Icelandair / Play / Scandinavian Airlines                                                                           |
| España                    |                                                        | |
| Alicante                  | Aeropuerto de Alicante-Elche Miguel Hernández          | Icelandair / Neos (Estacional) / Play                                                                               |
| Barcelona                 | Aeropuerto Josep Tarradellas Barcelona-El Prat         | Icelandair / Play / Vueling (Estacional)                                                                            |
| Fuerteventura             | Aeropuerto de Fuerteventura                            | Play (Estacional)                                                                                                   |
| Gran Canaria              | Aeropuerto de Gran Canaria                             | Icelandair (Estacional) / Play (Estacional)                                                                         |
| Madrid                    | Aeropuerto Adolfo Suárez Madrid-Barajas                | Iberia Express / Icelandair (Estacional) / Play                                                                     |
| Málaga                    | Aeropuerto de Málaga-Costa del Sol                     | Icelandair (Estacional) (inicia el 6 de septiembre de 2025) / Neos (Estacional) / Play                              |
| Tenerife                  | Aeropuerto de Tenerife Sur                             | Icelandair / Neos (Estacional) / Play                                                                               |
| Valencia                  | Aeropuerto de Valencia                                 | Play (Estacional)                                                                                                   |
| Estonia                   |                                                        | |
| Tallin                    | Aeropuerto de Tallin                                   | airBaltic |
| Finlandia                 |                                                        | |
| Helsinki                  | Aeropuerto de Helsinki-Vantaa                          | Finnair / Icelandair                                                                                                |
| Francia                   |                                                        | |
| Niza                      | Aeropuerto Internacional de Niza-Costa Azul            | Icelandair (Estacional)                                                                                             |
| París                     | Aeropuerto de París-Charles de Gaulle                  | Icelandair / Play (finaliza el 25 de octubre de 2025)                                                               |
| París                     | Aeropuerto de París-Orly                               | easyJet / Transavia                                                                                                 |
| Grecia                    |                                                        | |
| Atenas                    | Aeropuerto Internacional Eleftherios Venizelos         | Play (Estacional)                                                                                                   |
| Hungría                   |                                                        | |
| Budapest                  | Aeropuerto de Budapest                                 | Wizz Air |
| Irlanda                   |                                                        | |
| Dublín                    | Aeropuerto de Dublín                                   | Icelandair / Play (finaliza el 6 de octubre de 2025)                                                                |
| Irlanda del Norte         |                                                        | |
| Belfast                   | Aeropuerto Internacional de Belfast                    | Jet2.com (Estacional)                                                                                               |
| Islas Feroe               |                                                        | |
| Vágar                     | Aeropuerto de Vágar                                    | Atlantic Airways / Icelandair (Estacional)                                                                          |
| Italia                    |                                                        | |
| Milán                     | Aeropuerto de Milán-Malpensa                           | easyJet / Icelandair (Estacional) / Wizz Air                                                                        |
| Roma                      | Aeropuerto de Roma-Fiumicino                           | Icelandair / Wizz Air                                                                                               |
| Venecia                   | Aeropuerto Internacional Marco Polo                    | Play (Estacional)                                                                                                   |
| Verona                    | Aeropuerto de Verona-Villafranca                       | Icelandair (Estacional) / Neos (Estacional) / Play (Estacional)                                                     |
| Letonia                   |                                                        | |
| Riga                      | Aeropuerto Internacional de Riga                       | airBaltic |
| Lituania                  |                                                        | |
| Vilna                     | Aeropuerto Internacional de Vilna                      | Play (Estacional)                                                                                                   |
| Noruega                   |                                                        | |
| Oslo                      | Aeropuerto de Oslo-Gardermoen                          | Icelandair / Norwegian Air Shuttle (Estacional) / Scandinavian Airlines                                             |
| Bergen                    | Aeropuerto de Bergen-Flesland                          | Icelandair (Estacional)                                                                                             |
| Países Bajos              |                                                        | |
| Ámsterdam                 | Aeropuerto de Ámsterdam-Schiphol                       | Icelandair / Play (finaliza el 25 de octubre de 2025) / Transavia                                                   |
| Polonia                   |                                                        | |
| Breslavia                 | Aeropuerto de Breslavia-Copérnico                      | Wizz Air |
| Cracovia                  | Aeropuerto de Cracovia-Juan Pablo II                   | Wizz Air |
| Gdańsk                    | Aeropuerto de Gdańsk-Lech Wałęsa                       | Wizz Air |
| Katowice                  | Aeropuerto Internacional de Katowice                   | Wizz Air |
| Varsovia                  | Aeropuerto de Varsovia-Chopin                          | LOT Polish Airlines / Play (Estacional) / Wizz Air                                                                  |
| Portugal                  |                                                        | |
| Faro                      | Aeropuerto de Faro                                     | Play (Estacional)                                                                                                   |
| Funchal                   | Aeropuerto de Madeira                                  | Play (Estacional)                                                                                                   |
| Lisboa                    | Aeropuerto de Lisboa                                   | Icelandair / Play                                                                                                   |
| Oporto                    | Aeropuerto de Oporto-Francisco Sá Carneiro             | Play (Estacional)                                                                                                   |
| Reino Unido               |                                                        | |
| Birmingham                | Aeropuerto Internacional de Birmingham-West Midlands   | easyJet (Estacional) / Jet2.com (Estacional)                                                                        |
| Brístol                   | Aeropuerto Internacional de Brístol                    | easyJet (Estacional) / Jet2.com (Estacional) / TUI Airways (Estacional)                                             |
| East Midlands             | Aeropuerto de East Midlands                            | Jet2.com (Estacional)                                                                                               |
| Edimburgo                 | Aeropuerto de Edimburgo                                | easyJet / Icelandair (Estacional) (inicia el 12 de septiembre de 2025) / Jet2.com (Estacional)                      |
| Glasgow                   | Aeropuerto de Glasgow Prestwick                        | Icelandair / Jet2.com (Estacional) / Play                                                                           |
| Leeds                     | Aeropuerto Internacional de Leeds Bradford             | Jet2.com (Estacional)                                                                                               |
| Liverpool                 | Aeropuerto de Liverpool-John Lennon                    | Jet2.com (Estacional) (inicia el 30 de noviembre de 2025) / Play (Estacional) (finaliza el 28 de noviembre de 2025) |
| Londres                   | Aeropuerto de Londres-Gatwick                          | easyJet / Icelandair / TUI Airways (Estacional)                                                                     |
| Londres                   | Aeropuerto de Londres-Heathrow                         | British Airways / Icelandair                                                                                        |
| Londres                   | Aeropuerto de Londres-Luton                            | easyJet |
| Londres                   | Aeropuerto de Londres-Stansted                         | Jet2.com (Estacional) / Play (finaliza el 31 de octubre de 2025)                                                    |
| Mánchester                | Aeropuerto de Mánchester                               | easyJet / Icelandair / Jet2.com (Estacional) / TUI Airways (Estacional)                                             |
| Newcastle upon Tyne       | Aeropuerto de Newcastle upon Tyne                      | Jet2.com (Estacional)                                                                                               |
| República Checa           |                                                        | |
| Praga                     | Aeropuerto de Praga                                    | Icelandair / Play (Estacional)                                                                                      |
| Suecia                    |                                                        | |
| Estocolmo                 | Aeropuerto de Estocolmo-Arlanda                        | Icelandair / Scandinavian Airlines                                                                                  |
| Gotemburgo                | Aeropuerto de Gotemburgo-Landvetter                    | Icelandair (Estacional)                                                                                             |
| Suiza                     |                                                        | |
| Ginebra                   | Aeropuerto Internacional de Ginebra                    | Icelandair (Estacional) / Play (Estacional)                                                                         |
| Zúrich                    | Aeropuerto Internacional de Zúrich                     | Edelweiss Air / Icelandair                                                                                          |
| Suiza Francia Alemania    |                                                        | |
| Basilea/Mulhouse/Friburgo | Aeropuerto de Basilea-Mulhouse-Friburgo                | easyJet (Estacional)                                                                                                |
| Turquía                   |                                                        | |
| Antalya                   | Aeropuerto de Antalya                                  | Play (Estacional)                                                                                                   |
| Estambul                  | Aeropuerto de Estambul                                 | Icelandair (Estacional) (inicia el 5 de septiembre de 2025)                                                         |

## Estadísticas

### Tráfico anual
| Año  | Pasajeros | Cambio   |
| ---- | --------- | -------- |
| 2004 | 1,883,725 |          |
| 2005 | 2,101,679 | +11.6%   |
| 2006 | 2,272,917 | +8.1%    |
| 2007 | 2,429,144 | +6.9%    |
| 2008 | 2,193,434 | -9.7%    |
| 2009 | 1,832,944 | -16.4%   |
| 2010 | 2,065,188 | +12.7%   |
| 2011 | 2,474,806 | +19.8%   |
| 2012 | 2,764,026 | +11.7%   |
| 2013 | 3,209,848 | +16.1%   |
| 2014 | 3,867,425 | +20.5%   |
| 2015 | 4,855,505 | +25.5%   |
| 2016 | 6,821,358 | +40.4%   |
| 2017 | 8,755,352 | +28.3%   |
| 2018 | 9,804,388 | +12.0%   |
| 2019 | 7,247,820 | -26.08%  |
| 2020 | 1,373,971 | -81.04%  |
| 2021 | 2,171,996 | +58.1%   |
| 2022 | 6,126,421 | +182.01% |
| 2023 | 7,776,147 | +26.90%  |
| 2024 | 8,326,972 | +6.8%    |

### Rutas más transitadas
| Número | Aeropuerto                       | Pasajeros | Aerolínea                                   |
| ------ | -------------------------------- | --------- | ------------------------------------------- |
| 1      | Copenhague, Dinamarca            | 582,199   | Icelandair, SAS                             |
| 2      | Londres-Gatwick, Reino Unido     | 467,032   | easyJet, Icelandair, Norwegian, TUI Airways |
| 3      | Ámsterdam, Países Bajos          | 449,590   | Icelandair, Transavia                       |
| 4      | París-Charles de Gaulle, Francia | 443,312   | Icelandair                                  |
| 5      | Londres-Heathrow, Reino Unido    | 378,029   | British Airways, Icelandair                 |
| 6      | Fráncfort, Alemania              | 355,520   | Icelandair, Lufthansa                       |
| 7      | Boston, Estados Unidos           | 330,792   | Icelandair                                  |
| 8      | Newark, Estados Unidos           | 327,046   | Icelandair, United                          |
| 9      | Nueva York-JFK, Estados Unidos   | 323,781   | Delta, Icelandair                           |
| 10     | Oslo, Noruega                    | 313,713   | Icelandair, Norwegian, SAS                  |

## Accidentes e incidentes
El 12 de julio de 2013, un prototipo de Sukhoi Superjet 100 realizó un aterrizaje de panza durante un vuelo de prueba. La causa del incidente está siendo investigada por las autoridades.